# Diplodactylus wombeyi
Diplodactylus wombeyi är en ödleart som beskrevs av  Storr 1978. Diplodactylus wombeyi ingår i släktet Diplodactylus och familjen geckoödlor. Inga underarter finns listade i Catalogue of Life.